# 吴家湾石牌坊
吴家湾石牌坊，又名吴家湾王氏节孝坊，是一座位于山西省忻州市宁武县石家庄镇吴家湾村中的清代节孝坊，1984年2月被列入宁武县文物保护单位。
据牌坊上的记载，此牌坊建于清代乾隆十三年（公元1748年）。牌坊坐东朝西，通高大约5米，通宽大约6.3米，四柱三间无楼式。牌坊四柱均为方形，柱脚前后都有方形抱鼓石。